# Pedaliodes manneja
Pedaliodes manneja är en fjärilsart som beskrevs av Otto Thieme 1905. Pedaliodes manneja ingår i släktet Pedaliodes och familjen praktfjärilar. Inga underarter finns listade i Catalogue of Life.